# Palau Blaugrana
Palau Blaugrana (dansk: Blårøde Palads) er en arena i Barcelona, Catalonien, Spanien, der tilhører FC Barcelona. Palau Blaugrana ligger mellem Mini Estadi og Camp Nou og har en kapacitet på 7.585 siddepladser. Arenaen er hjemsted for klubbens basketball, håndbold, rullehockey, og futsal afdelinger.
Arenaen blev opført i 1971, og havde ved opførelsen en kapacitet på 5.696 tilskuere. Anlægget blev renoveret i 1994, hvor man nåede op på den nuværende kapacitet på 7.585. 
I forbindelse med Sommer-OL 1992, der fandt sted i Barcelona, var arenaen vært for flere arrangementer, herunder rullehockey, taekwondo og judo.
Flere af klubbens basketball og håndboldspillere har fået deres trøjenumre fredet og hænger derfor i hallen over tilskuerpladserne. Det gælder blandt andre:
Basketball
- 4 Andrés Jiménez
- 7 Nacho Solozábal
- 15 Epi

Håndbold
- 2 Oscar Grau
- 7 Iñaki Urdangarin
- 14 Joan Sagalés
- 16 David Barrufet

## Palau Blaugranas fremtid
Under Sandro Rosell's formandskab, meddelte klubben, at man i 2013 planlægger at bygge en ny Palau Blaugrana for håndbold og basketball holdet, med en kapacitet på 12.000 pladser. Også inkluderet i planen, er en mindre campus med en kapacitet på 3.000 pladser samt nye parkeringspladser og et auditorium med en kapacitet på 2.000 til klubbens velgørenhedsfond samt kontorer til klubben.
41°22′48″N 2°07′12″Ø / 41.3801°N 2.1201°Ø